# Apocheima popovi
Apocheima popovi là một loài bướm đêm trong họ Geometridae.